# Кошевой, Евгений Викторович
Евге́ний Ви́кторович Кошево́й (укр. Євген Вікторович Кошовий; род. 7 апреля 1983, Ковшаровка) — украинский актёр кино, телевидения и озвучания, шоумен, телеведущий. Один из актёров «Студии Квартал-95». С 2000 по 2005 год — участник команды КВН «Ва-Банкъ» (Луганск), с 2005 года и по настоящее время — участник шоу «Вечерний квартал», «Вечерний Киев», ведущий «Чисто News», в 2012—2022 годах — член жюри телешоу «Рассмеши комика». С 2019 года ведущий «Лиги Смеха».

## Биография
Родился 7 апреля 1983 года в посёлке Ковшаровка, Харьковская область, в семье котельщика Виктора Яковлевича Кошевого и воспитательницы детского сада Надежды Ивановны Кошевой. У Евгения есть старший брат Дмитрий.
В 1989 году семья переехала в Алчевск в Луганской области. В детстве хотел стать певцом. Учился в музыкальной школе играть на саксофоне. Принимал участие в школьных театральных постановках.
В 2000 году получил среднее образование в школе № 6 (Алчевск), после чего поступил на актёрский факультет Луганского колледжа культуры на курс народного артиста Украины Михаила Васильевича Голубовича, на актёрском факультете училось всего 15 человек.
На первом курсе колледжа становится участником студенческой команды «КВН» «Кого позвать?». В составе команды КВН «Ва-Банкъ» (Луганск) играл в КВН (с 2001 по 2005). Вместе с командой «Ва-Банкъ» выступает на играх Высшей Лиги в Москве, Киеве и на фестивалях в Сочи. Ещё выступая за команду Ва-Банкъ, для исполнения пародии на Александра Розенбаума и Витаса 25 мая 2001 года в Киеве обрился наголо, но номер на телеэкран не попал. По словам Кошевого, волосы у него были русые, но после того случая они заново так и не отросли. С тех пор данный стиль причёски стал его основным. В 2001 году на фестивале команд КВН в Сочи познакомился с участниками команды КВН 95 квартал. В 2004 году команда «Ва-Банкъ» принимает участие в проекте «Студии Квартал 95» «Таинственный остров» в Крыму. Принял участие в телепроекте «Форт Боярд» во Франции вместе с командой «Ва-Банкъ», тогда же впервые получил загранпаспорт.
В конце 2004 года вступает в коллектив «Квартал 95» по приглашению Владимира Зеленского. С 17 февраля 2005 года — участник шоу «Вечерний квартал», где незамедлительно стал объектом розыгрышей и шуток. Кроме шоу «Вечерний квартал» имеет телевизионный опыт в качестве соведущего утренней воскресной развлекательной передачи «Украина, вставай!» (телеканал «Интер»).
В 2010 году поступил на заочное отделение Луганского института культуры и искусств, на режиссёрский факультет, вместе с актёрами «Студии Квартал 95» Степаном Казаниным и Михаилом Фаталовым и окончил его. С 2012 года — член жюри телешоу «Рассмеши комика».
В 2019 году, после ухода Владимира Зеленского из студии Квартал-95, Евгений Кошевой стал главным лицом данного проекта.

## Семья
- Отец — Виктор Яковлевич Кошевой[11] (11 декабря 1946 — 24 апреля 2014)[12], работал инженером на Алчевском металлургическом комбинате, был ветераном труда[7].
- Мать — Надежда Ивановна Кошевая (род. 6 ноября 1954)[11] — работала воспитателем детского сада, окончила педагогическое училище[7][13].

- Брат — Дмитрий Викторович Кошевой, (род. 25 января 1976), электрик[7].

### Личная жизнь
Женился 7 июля 2007 года.

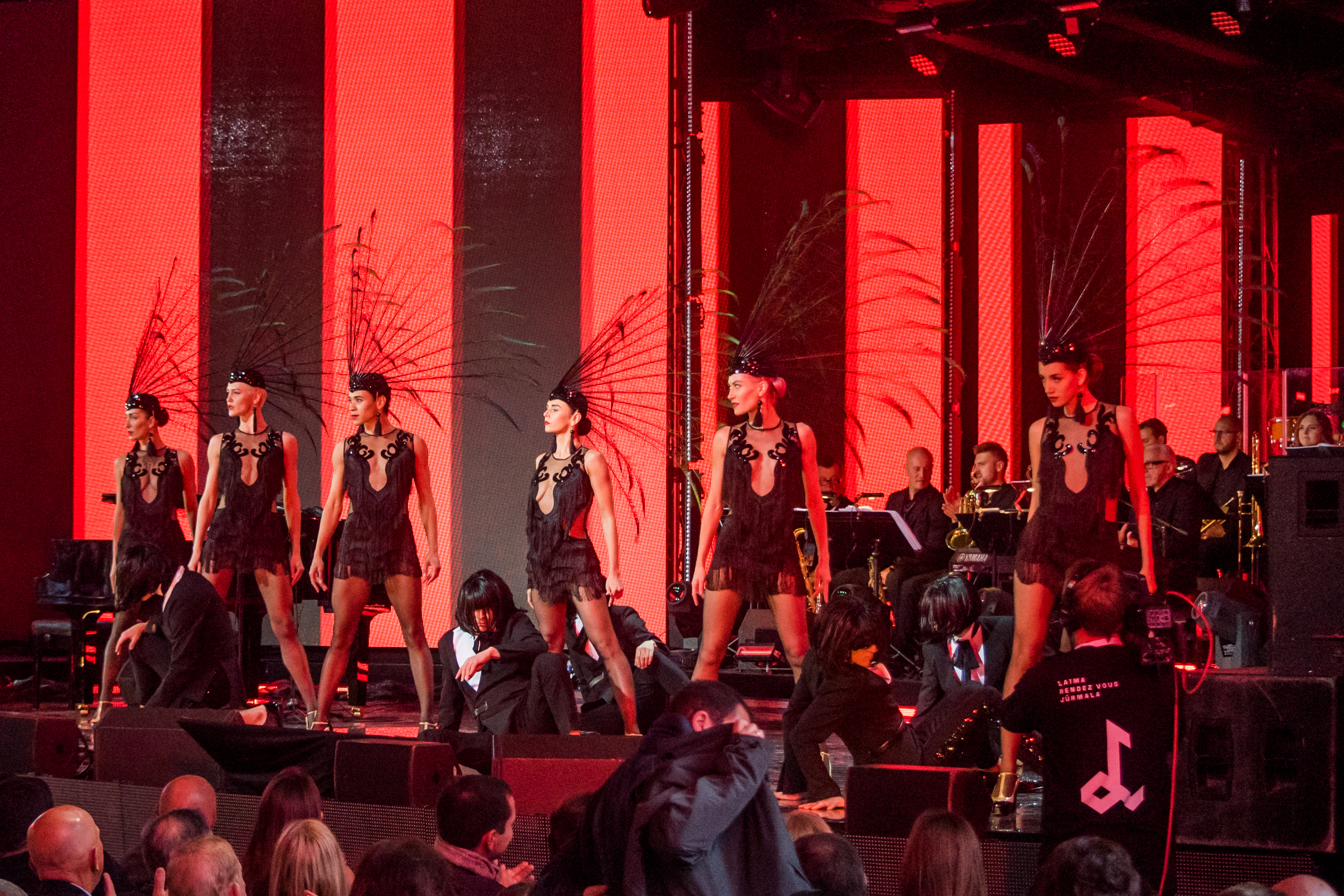
Ксения Кошевая (вторая слева) в балете «Freedom» 2017 год

- Жена — Ксения Павловна Кошевая (д. Стрельцова)[17][14] (род. 18 августа 1984, Ялта)[18], окончила балетную школу в Москве, танцует в балете Елены Коляденко «Freedom», в 2013 году снялась в клипе на песню «Сумасшедшая» певца EL Кравчука[11][19][20], также занимается своим брендом детской одежды[21].
- тёща — Маргарита Владимировна Стрельцова (род. 19 ноября 1958[22]) — фармацевт[15].
- Дочь — Варвара Кошевая (род. 15 января 2008) участвовала в передаче «Рассмеши комика. Дети» в 2016 году, выиграла 20 000 гривен[23]. Участвовала также в передаче «Голос. Дети-3»[24][25][26]. В 2018 году в Лиге Смеха спародировала своего отца[27]. В 2019 году вновь стала участником шоу «Голос. Дети». На слепых прослушиваниях к ней повернулись все наставники. Она выбрала Джамалу. Варвара в итоге стала суперфиналистом проекта.
- Дочь — Серафима Кошевая (род. 10 сентября 2014)[28].

## Фильмография

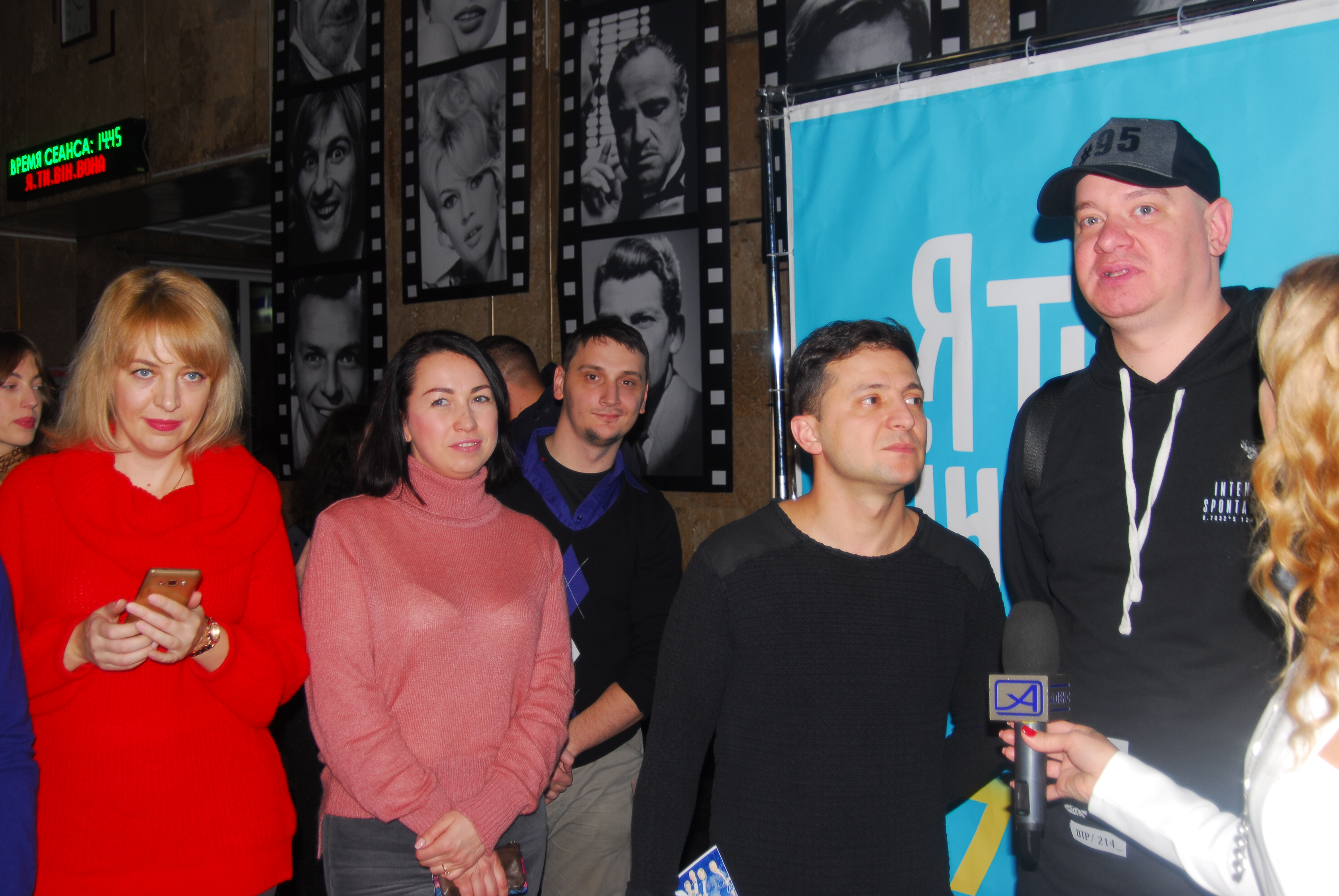
Премьера фильма «Я, ты, он, она»

1. 2007 — Очень новогоднее кино, или Ночь в музее — Нострадамус
2. 2009 — Как казаки… — Евгений
3. 2010 — Любовь в большом городе 2 — гастарбайтер
4. 2011 — Байки Митяя — Евгений, студент
5. 2011 — Небесные родственники — Сухой, зэк
6. 2011 — Служебный роман. Наше время — Стёпа, системный администратор
7. 2012 — 8 первых свиданий — таксист
8. 2012 — Ржевский против Наполеона — Левша
9. 2012 — Тот ещё Карлосон! — классный руководитель
10. 2014 — Любовь в большом городе 3 — Николайчук, частный детектив (работник охранного агентства «Щит и Меч»)
11. 2015 — 8 новых свиданий — гость на свадьбе
12. 2015 — Слуга народа — Сергей Викторович Мухин, министр иностранных дел
13. 2016 — 8 лучших свиданий — Сеня, водитель главного героя
14. 2017 — Слуга народа-2 — Сергей Викторович Мухин, министр иностранных дел
15. 2018 — Я, ты, он, она — Борис

### Дубляж
1. 2009 — 13-й район: Ультиматум — Льето
2. 2010 — Гадкий я — Вектор
3. 2013 — Турбо — Смув Мув
4. 2016 — Angry Birds в кино — Чак
5. 2018 — Кролик Питер — Кролик Питер
6. 2019 — Angry Birds 2 в кино — Чак

## Телепроекты
- «Вечерний квартал» (актёр) Образы: Александр Розенбаум (КВН), Михаил Боярский (КВН), Дмитрий Гордон (КВН), Юрий Луценко, Леонид Черновецкий, Андрей Шевченко, Михаил Добкин, Виталий Вульф, Адольф Гитлер, Александр Турчинов, Виталий Кличко, Юлия Тимошенко, Александр Захарченко, Павел Губарев[29][30], Влад Яма, Катя Осадчая, Мистер Пропер…
- «Бойцовский клуб»
- весна 2007 — «Танцы со звёздами 2» (в паре с Екатериной Тришиной[укр.], заняли 3 место)[31]
- «Пороблено в Украине» (актёр)
- «ЧистоNEWS» (ведущий)
- Жека - Рот народа[32]
- «Рассмеши комика» — украинская версия (член жюри)
- «Воскресенье с Кварталом»
- «Вечерний Киев» (ведущий с Валерием Жидковым) — Жека,
- «Шерлох» (сериал-пародия) — Шерлок Холмс
- Вассал народа — Бельмондо
- Кто сверху? (Новый канал)[33]
- Пороблено в Украине — Лжец Лжец, если бы Дмитрий Киселёв говорил правду — Дмитрий Киселёв[34]
- Дует со звездой — с Настей Каменских[35]
- Шоу «Вышка»[36]
- Что? Где? Когда? (Украина) — участник команды знатоков[37][38]
- Мульти Барбара — озвучивает своего мультипликационного персонажа
- В 2013 году дал интервью Дмитрию Гордону в передаче В гостях у Дмитрия Гордона[39]
- Лига Смеха — тренер
- Угадай ящик (2015—2016) — ведущий вместе с Ксенией Собчак и Юрием Горбуновым[40].
- Бункер — Владимир Соловьёв

## Музыка и песни
Часто исполняет песни в Вечернем квартале, пел в «Пороблено в Україні», играет на гитаре и саксофоне, пародирует других артистов.
- «Україна переможе» (Украина победит) вместе с другими артистами

## Награды
- Орден «За заслуги» III степени (2022)[41].